# 泉 (桶川市)
泉（いずみ）は、埼玉県桶川市の町名。現行行政地名は泉一丁目から二丁目。住居表示実施地区。郵便番号363-0021。

## 地理
埼玉県の中央地域（県央地域）で、桶川市中央の大宮台地上に位置する。東部で高崎線を挟んで西、南部で若宮や鴨川、西部で下日出谷や下日出谷東、北部で北本市下石戸下と隣接しする。東側では対角線上に寿が、北側では対角線上に北本市二ツ家が位置する。地内は桶川駅の東口に近く、地内は主に住宅地であるほか、主要な通り沿いは商業地となっている。河川などの水域は一切ない。北部では隣接する上日出谷や北本市域に跨る工業地域である。

### 地価
住宅地の地価は、2022年の公示地価によれば、泉一丁目10-33の地点で10万8000円/m2となっている。

## 歴史
- 1968年（昭和43年） - 桶川町大字桶川、および大字井戸木、および大字上日出谷、および大字下日出谷の各一部から住居表示を実施して泉一丁目〜二丁目が成立[5][6]。
- 1970年（昭和45年）11月3日 - 桶川町が市制施行し、桶川市の町丁となる[6][7]。
- 2018年（平成30年）5月7日 - 地内に立地する桶川市役所の庁舎の建替えが完了、庁舎の使用を開始した。

## 世帯数と人口
2022年（令和4年）1月1日現在の世帯数と人口は以下の通りである。
| 丁目     | 世帯数    | 人口    |
| -------- | --------- | ------- |
| 泉一丁目 | 860世帯   | 1,760人 |
| 泉二丁目 | 1,061世帯 | 2,263人 |
| 計       | 1,921世帯 | 4,023人 |

## 小・中学校の学区
市立小・中学校に通う場合、学区は以下の通りとなる。
| 丁目     | 番地       | 小学校               | 中学校             |
| -------- | ---------- | -------------------- | ------------------ |
| 泉一丁目 | 1番〜8番   | 桶川市立桶川小学校   | 桶川市立桶川中学校 |
| 泉一丁目 | 9番〜18番  | 桶川市立桶川西小学校 | 桶川市立桶川中学校 |
| 泉二丁目 | 1番〜12番  | 桶川市立桶川小学校   | 桶川市立桶川中学校 |
| 泉二丁目 | 13番〜19番 | 桶川市立桶川西小学校 | 桶川市立桶川中学校 |

## 交通
地区の東端を高崎線が通るが駅は設置されていない。最寄り駅は高崎線桶川駅であるが、泉一丁目10-33の地点よりおよそ900 m離れている。

### 道路
- 埼玉県道12号川越栗橋線
  - べにばな陸橋
- 市役所通り
- いちょう通り
- はなみずき通り

### バス
バス路線では地区内には桶川駅西口を発着する東武バスウェスト（川越04系統）の路線バスのほか、コミュニティバスの桶川市内循環バス「べにばなGO」（西循環・東西循環）が運行され、そのバス停留所がある（桶川駅#バス路線も参照）。

## 施設
かつては地内の1丁目7-6の場所に埼玉縣信用金庫桶川西口支店が所在した。
- 桶川市役所
- 三共理化学
- 桶川市立桶川中学校
- 泉二丁目集会所
- 泉一丁目会館
- べに花陸橋高架下駐車場 - 埼玉県道路公社が管理運営
- 足利銀行桶川支店
- 大光銀行桶川支店
- 弁財天公園

※ これ以外にも無名の公園が地内にいくつかある。